# Perusia maculata
Perusia maculata là một loài bướm đêm trong họ Geometridae.